# Wu Peng (escalade)
Wu Peng est un grimpeur chinois né le 15 octobre 2002. Il a remporté la médaille d'argent de l'épreuve de vitesse masculine aux Jeux olympiques d'été de 2024, organisés à Paris.